# Poèmes pour Mi

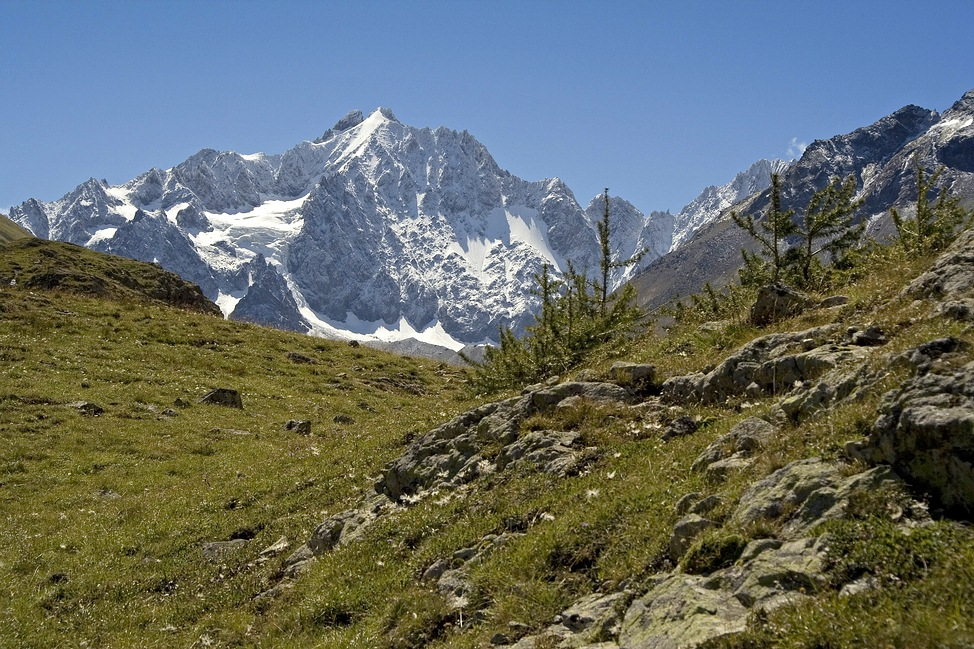
le Dauphiné, région qui inspira au musicien les Poèmes pour Mi

Poèmes pour Mi est une œuvre pour grand soprano dramatique et orchestre d'Olivier Messiaen, composée dans les années 1936-37 et dédiée à la première épouse du compositeur, Claire Delbos. Il existe également une version pour soprano et piano. Le texte est un poème du compositeur.
Cette œuvre fait partie,  avec Harawi et Chants de Terre et de Ciel, de trois grands cycles chantés, pour soprano et piano. Seul Poèmes pour Mi a été orchestré. Dans cette œuvre, le langage rythmique use de durées très irrégulières, et de certains procédés chers à l'auteur : valeurs ajoutées, points ajoutés, rythmes non rétrogradables, canons rythmiques, plus quelques emprunts à la métrique grecque et à la rythmique hindoue. La syllabe «Mi» du titre est un mot d'affection, imitant un diminutif, et sous lequel se cache le nom de la dédicataire : Claire Delbos.

## Création
La première audition eut lieu à Paris, salle Gaveau, le 4 juin 1937 par Marcelle Bunlet, soprano, l'orchestre de la Société des Concerts du Conservatoire était dirigé par Roger Désormière.

## Effectif de l'orchestre
soprano solo, 4 flûtes, 3 hautbois (aussi cor anglais), 2 clarinettes, 3 bassons, 4 cors, 3 trompettes, 3 trombones, tuba, 3 percussions, cordes.

## Titres des parties
Premier Livre
- 1. Action de grâces
- 2. Paysage
- 3. La Maison
- 4. Epouvante

Deuxième Livre
- 5. L'épouse
- 6. Ta voix
- 7. Les deux guerriers
- 8. Le collier
- 9. Prière exaucée

## Discographie
- version pour soprano et piano : Lise Arseguet, soprano, Olivier Messiaen, piano
- Françoise Pollet, soprano, The Cleveland Orchestra, direction : Pierre Boulez, disque Deutsche Grammophon
- version pour soprano et piano : Maria Oràn, soprano, Yvonne Loriod, piano. (Erato, 1988)